# John Ericsson
John Ericsson (31. července 1803 Långbanshyttan – 8. března 1889 New York) byl švédský inženýr a vynálezce. Jeho starší bratr Nils byl taktéž známým inženýrem.

## Život v Evropě
Ve věku 17 let nastoupil do švédské armády, v roce 1822 byl povýšen do hodnosti poručíka. V roce 1829 opustil armádu a odejel do Anglie. Zde spolu s Angličanem Johnem Braithwaitem stavěl parní lokomotivu‚ „The Novelty“, která se účastnila legendárního Rainhillského experimentu (výběr nejlepší lokomotivy pro trať Manchester – Liverpool). Ve své další práci se zabýval lodními šrouby (po něm je pojmenován i tzv. Ericssonův lodní šroub) a horkovzdušnými motory. Vytvořil taktéž první obchodní loď s převodovaným lodním šroubem.

## Život v Americe

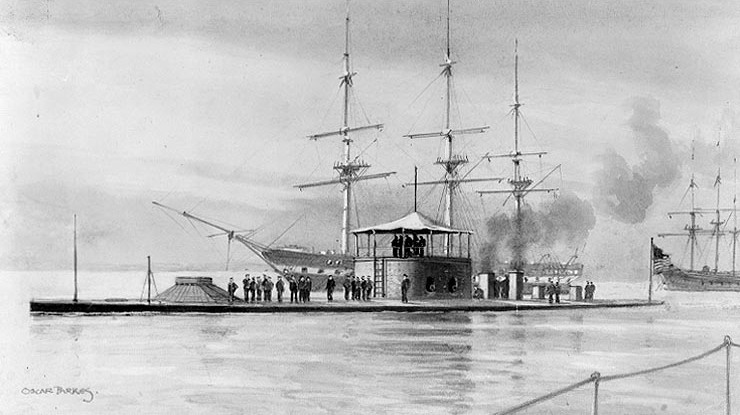
USS Monitor

V roce 1839 odešel na podnět kapitána Roberta Stockona do USA, kde pokračoval ve stavbě lodí, mezi nimi i USS Priceton a USS Monitor (první pancéřová loď), která byla nasazena v Americké občanské válce.
Na USS Priceton byl poprvé použit lodní šroub pod vodou, což vyvolalo novou vývojovou etapu. Ericsson také přispěl k zlepšení torpéd. Postavil také loď s pohonem díky horkovzdušnému motoru, co se před ním ještě nikomu nepodařilo.
K jeho dalším vynálezům patří solární stroj, který shlukoval sluneční světlo do zápalného zrcadla a vytvářel tak zdroj tepla, který byl ihned k použití.
Zemřel 8. března 1889. Jeho tělo bylo převezeno v roce 1890 do Švédska.

## Muži pokroku

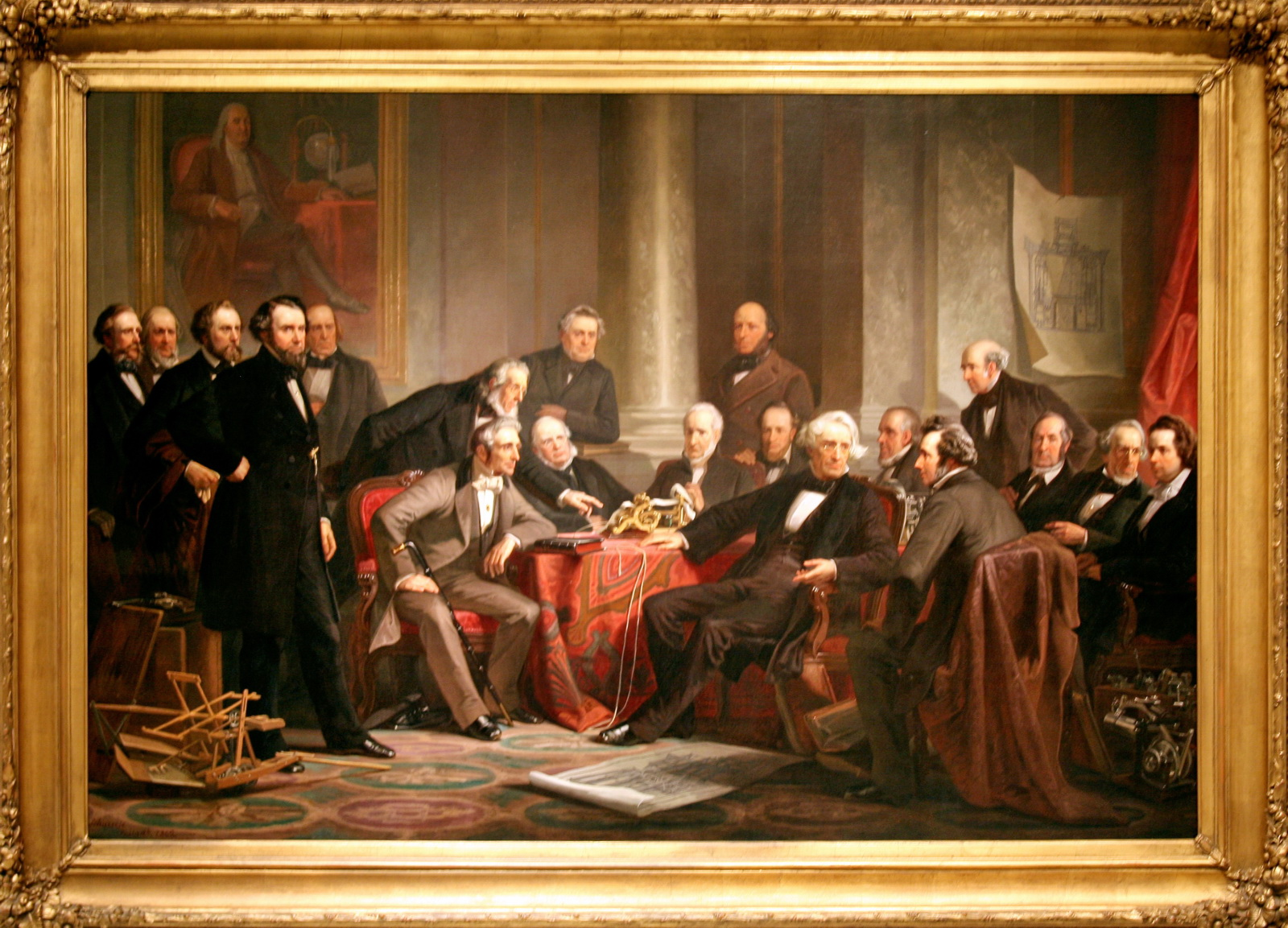
Christian Schussele: Muži pokroku (Men of Progress), olej na plátně, 128,3×190,5 cm, 1862

Roku 1862 namaloval Christian Schussele olejomalbu na plátně Muži pokroku (Men of Progress) velkou 128,3×190,5 cm, na které zpodobnil velké muže svého věku: William Thomas Green Morton, James Bogardus, Samuel Colt, Cyrus Hall McCormick, Joseph Saxton, Charles Goodyear, Peter Cooper, Jordan Lawrence Mott, Joseph Henry, Eliphalet Nott, John Ericsson, Frederick Sickels, Samuel F. B. Morse, Henry Burden, Richard March Hoe, Erastus Bigelow, Isaiah Jennings, Thomas Blanchard, Elias Howe.
V pozadí na zdi visí namalovaný portrét Benjamina Franklina.